# Passiflora jatunsachensis
Passiflora jatunsachensis Schwerdtf. – gatunek rośliny z rodziny męczennicowatych (Passifloraceae Juss. ex Kunth in Humb.). Występuje endemicznie w Ekwadorze.

## Rozmieszczenie geograficzne
Rośnie endemicznie w Ekwadorze w prowincji Napo.

## Morfologia
PokrójPnącze.

## Biologia i ekologia
Rośnie w lasach nizinnych Amazonii na wysokości około 350 m n.p.m. Gatunek jest znany z jednej subpopulacji, gdzie wydaje się być rzadki.

## Ochrona
W Czerwonej księdze gatunków zagrożonych został zaliczony do kategorii VU – gatunków narażonych na wyginięcie. Niszczenie siedlisk jest jedynym zagrożeniem.